# Camí dels Monjos

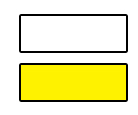
Marca de Sender de Petit Recorregut

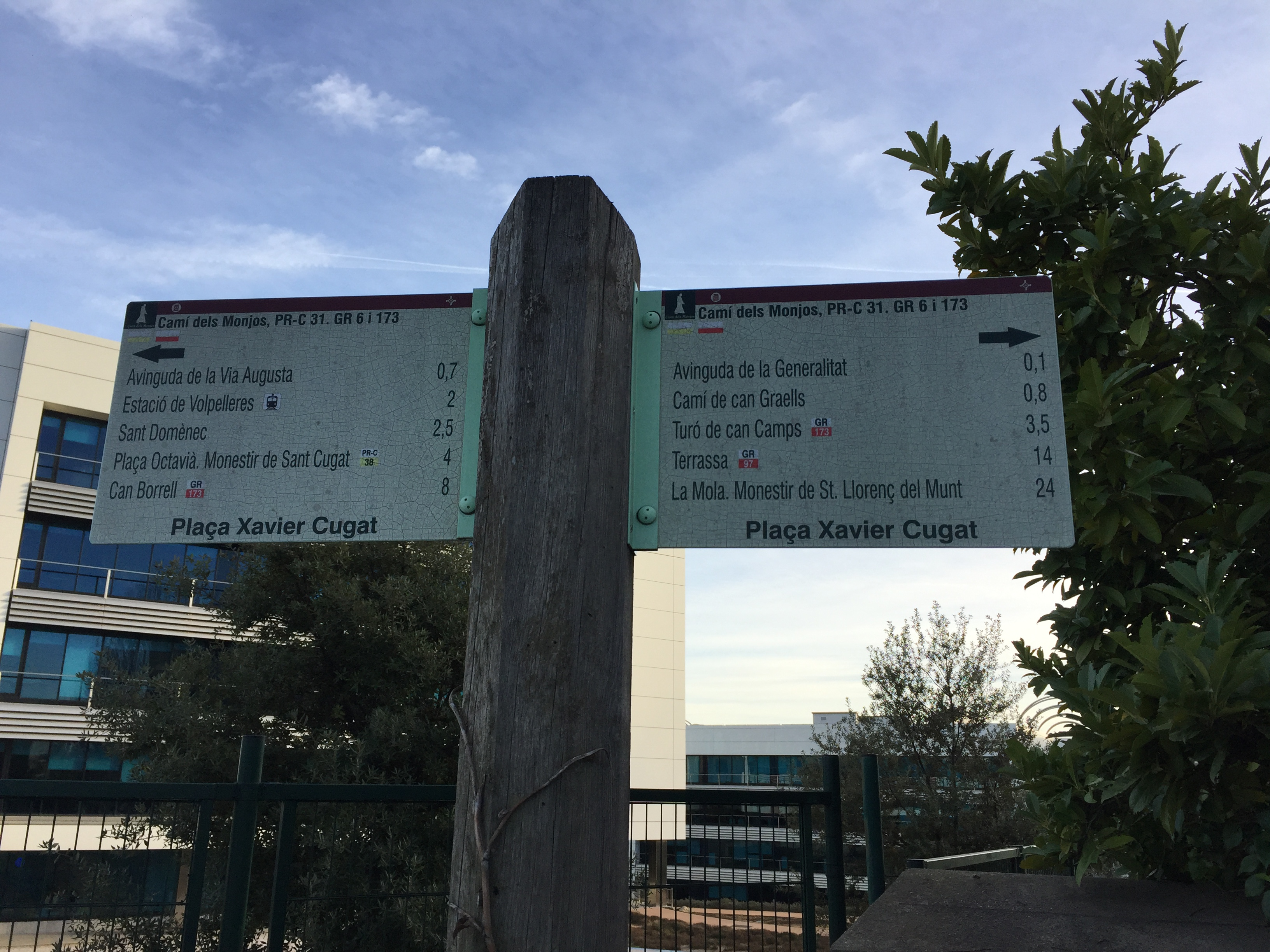
Senyalització del Camí dels Monjos a Sant Cugat del Vallès

El Camí dels Monjos és un camí històric d'origen medieval que connecta el monestir de Sant Cugat del Vallès i monestir de Sant Llorenç del Munt, situat al cim de la Mola. El camí passa pels termes municipals de Sant Cugat del Vallès, Sant Quirze del Vallès, Terrassa i Matadepera, al Vallès Occidental. Té un recorregut de 27,43 km i una elevació que varia dels 120 m, a Sant Cugat del Vallès, als 1.103 m al cim de la Mola.
Actualment està senyalitzat i és un dels senders oficials de la Federació d'Entitats Excursionistes de Catalunya tipificat com a sender de petit recorregut PR-C 31. Enllaça amb els senders de gran recorregut GR 173, GR 6 i GR 97 i amb el sender de petit recorregut PR-C 13.

## Característiques
El Camí dels Monjos té les següents característiques:
- Comarques: Vallès Occidental
- Municipis: Sant Cugat del Vallès, Sant Quirze del Vallès, Terrassa i Matadepera
- Distància: 27,43 km
- Durada: 6:15 h
- Desnivell positiu: 1.368 m
- Desnivell negatiu: 389 m
- Administrador de la ruta: Ajuntament de Sant Cugat

## Història
Hi ha una llegenda relacionada amb l'origen del Camí dels Monjos que explica que l'abat i els monjos de Sant Llorenç del Munt van demanar permís al bisbe de Barcelona per assentar-se en un altre indret, ja que les seves terres no eren gens productives i l'aïllament del monestir els feia patir el mal de la tristesa.
El bisbe els va deixar marxar sempre que respectessin un mandat que caminant sense travessar cap riu, torrent o riera, s'establissin on millor els anés i va ser aquest el que van utilitzar. Per aquest motiu el camí segueix la carena que separa la conca del Besòs (a l'est) de la del Llobregat (a l'oest), o les dels seus afluents el riu Ripoll i la riera de Rubí, sense travessar cap curs d'aigua.

## Descripció de l'itinerari
| Temps Totals | Distàncies Totals | Punt itinerari                                                         |
| ------------ | ----------------- | ---------------------------------------------------------------------- |
| 0:00 h       | 0,000 km          | Sant Cugat del Vallès.                                                 |
| 0:02 h       | 0,189 km          | Enllaç amb el GR-173                                                   |
| 0:40 h       | 2,734 km          | Autopista AP-7.                                                        |
| 1:35 h       | 6,474 km          | Can Camps. Enllaç amb el GR-6 i el GR-173                              |
| 1:48 h       | 7,403 km          | Urbanització Can Barata.                                               |
| 2:09 h       | 8,767 km          | Enllaç amb el GR-6 i PR-13                                             |
| 2:15 h       | 9,185 km          | Enllaç amb el PR-13                                                    |
| 2:23 h       | 9,770 km          | Can Parellada.                                                         |
| 2:44 h       | 11,619 km         | Can Sabater del Torrent. Autovia A-18. Enllaç amb el GR-173 i el PR-13 |
| 3:23 h       | 13,934 km         | Can Torrella del Mas.                                                  |
| 3:31 h       | 14,528 km         | Cementiri de Terrassa.                                                 |
| 4:09 h       | 17,127 km         | Barri de La Grípia.                                                    |
| 4:15 h       | 17,560 km         | Masia de Can Montllor. Enllaç amb el GR-97                             |
| 4:41 h       | 19,207 km         | Santa Magdalena del Puigbarral.                                        |
| 4:52 h       | 19,968 km         | Matadepera. Enllaç amb el PR-13 i el GR-173 .                          |
| 5:06 h       | 20,985 km         | Pavelló d'Esports. Enllaç amb el PR-13 .                               |
| 5:23 h       | 21,966 km         | Enllaç amb el GR-173                                                   |
| 6:00 h       | 24,027 km         | Els dipòsits.                                                          |
| 6:06 h       | 24,430 km         | Canal dels Monjos.                                                     |
| 6:12 h       | 24,820 km         | Quatre Camins de Can Pobla.                                            |
| 6:15 h       | 24,940 km         | Camí de la Senyora.                                                    |
| 6:18 h       | 25,142 km         | El Pi del Vent.                                                        |
| 6:37 h       | 25,896 km         | Horts dels Monjos.                                                     |
| 6:45 h       | 26,285 km         | La Mola (1.103 metres). Monestir de Sant Llorenç del Munt.             |